# Hanoi Hannah
Trịnh Thị Ngọ (Hanoi, 1931-Ciutat Ho Chi Minh, 30 de setembre de 2016), més coneguda com a Hanoi Hannah, va ser una locutora de ràdio vietnamita, que es va fer famosa durant la guerra del Vietnam. Era la locutora d'una emissora de radiodifusió que difonia propaganda comunista del Vietnam del Nord en anglès, dirigida a les tropes nord-americanes combatents al país.

## Biografia
Trịnh Thị Ngọ va néixer a Hanoi el 1931, dins una família benestant ja què el seu pare era un home de negocis i el propietari d'una fàbrica de vidre situada a la Indoxina francesa. Els seus pares li van pagar unes classes per aprendre l'llengua anglesa, ja que un dels seus desitjos era el de poder entendre les seves pel·lícules favorites, com Allò que el vent s'endugué. Als 25 anys va començar a narrar les notícies radiofòniques en anglès per a la Ràdio Nacional del Vietnam, dedicades a zones asiàtiques que a l'època eren de parla anglesa.
Durant la guerra del Vietnam, en les dècades dels anys 60 i 70, es va fer famosa entre els soldats nord-americans destinats al país, pels seus escenificats missatges de propaganda que retransmetia en anglès a través de Ràdio Hanoi. Malgrat que utilitzava el pseudònim Thu Hương (fragància de tardor, en vietnamita), era coneguda per les tropes com Hanoi Hannah.
Solia fer tres emissions diàries, en les quals tractava de desmoralitzar a la tropa —a els qui sempre es referia col·loquialment com a G.I.— infonent-los por, llegint sempre les llistes de soldats que havien caigut en combat o havien estat fets presoners. Tractava de persuadir-los que la seva participació en la guerra era injusta i immoral, i que el seu govern els mentia sobre els avanços de la guerra, convidant-los a desertar. De vegades incloïa cançons nord-americanes antiguerra, tractant de contagiar nostàlgia i tristesa.
La seva llegenda va ser magnificada per la seva tasca d'intel·ligència militar, ja que acostumava a oferir dades molt específiques sobre les baixes nord-americanes i sovint esmentava la localització diària (suposadament secreta) de les diferents unitats militars. No obstant això van circular sobre ella exageracions i llegendes urbanes sobre la seva omnisciència, com que anunciava combats abans que es produïssin, o que donava pistes sobre les núvies dels soldats. A vegades recopilava informació que venia en el mateix diari militar nord-americà, Stars and Stripes.
Les seves transmissions van durar 8 anys, amb l'última emissió el 1973, quan la major part de les forces americanes ja estaven marxant. En les entrevistes en els darrers anys, va declarar que estava d'acord amb el propòsit dels guions i mai es va desviar d'ells; creia que els Estats Units no hauria d'haver enviat tropes al Vietnam i haurien d'haver permès al país resoldre la situació per si mateix.
El 1975, després de la guerra, va traslladar a Saigon. Se li va oferir treball a la televisió Ho Chi Minh, però va optar per quedar-se a casa i tenir cura del seu marit, que havia patit un vessament cerebral. Va morir a Ho Chi Minh, el 30 de setembre 2016, amb 87 anys.